# Paavo Järvi
Paavo Järvi (født 30. december 1962 i Tallinn) er en estisk-amerikansk dirigent og chefdirigent i Orchestre de Paris.
Paavo Järvi har blandt andet studeret hos Leonard Bernstein. Han er kunstnerisk leder for Cincinnati Symphony Orchestra, hr-Sinfonieorchester (Frankfurts radiosymfoniorkester) og Eesti Riiklik Sümfooniaorkester, samtidig som han er en af verdens mest eftertragtede gæstedirigenter[kilde mangler].
Paavo Järvi er søn af dirigenten Neeme Järvi og bror til musikerne Kristjan Järvi og Maarika Järvi.